# Boston-Marathon 1948
| 52. Boston-Marathon    | 52. Boston-Marathon        |
| ---------------------- | -------------------------- |
| Stadt                  | Boston, Vereinigte Staaten |
| Datum                  | 19. April 1948             |
| Distanz                | 41,1 – 42,2 Kilometer      |
| Sieger                 |                            |
| Männer                 | Gérard Côté (2:31:02 h)    |
| ← Boston-Marathon 1947 | Boston-Marathon 1949 →     |
| Website                | Offizielle Website         |

Der Boston-Marathon 1948 war die 52. Ausgabe der jährlich stattfindenden Laufveranstaltung in Boston, Vereinigte Staaten. Der Marathon fand am 19. April 1948 statt. Die Laufdistanz betrug zwischen 41,1 und 42,2 Kilometer.
Es gewann Gérard Côté in 2:31:02 h.

## Ergebnis
| Platz | Athlet              | Land               | Zeit (h) |
| ----- | ------------------- | ------------------ | -------- |
| 01    | Gérard Côté         | Kanada             | 2:31:02  |
| 02    | Ted Vogel           | Vereinigte Staaten | 2:31:46  |
| 03    | Jesse Van Zant      | Vereinigte Staaten | 2:36:53  |
| 04    | Johnny A. Kelley    | Vereinigte Staaten | 2:37:52  |
| 05    | Olavi Manninen      | Finnland           | 2:41:05  |
| 06    | Lloyd G. Evans      | Kanada             | 2:41:05  |
| 07    | Walter A. Fedorick  | Kanada             | 2:41:23  |
| 08    | Luis H. Velasquez   | Guatemala          | 2:41:27  |
| 09    | Emilio David Mazzeo | Vereinigte Staaten | 2:43:15  |
| 10    | Warren Dupree       | Vereinigte Staaten | 2:43:42  |